# نوونتا ویچنتینا
نوونتا ویچنتینا (به ایتالیایی: Noventa Vicentina) یک کومونه در ایتالیا است که در استان ویچنزا واقع شده‌است. نوونتا ویچنتینا ۲۳ کیلومتر مربع مساحت و ۸٬۹۱۱ نفر جمعیت دارد و ۱۳ متر بالاتر از سطح دریا واقع شده‌است.

## خواهرخوانده
شهر آسیاگو خواهرخواندهٔ نوونتا ویچنتینا هست.